# Jatisura (Jatiwangi)
Jatisura is een bestuurslaag in het regentschap Majalengka van de provincie West-Java, Indonesië. Jatisura telt 5197 inwoners (volkstelling 2010).